# Eef Arnolds
Eef Arnolds (voller Name: Everhardus Johannes Maria Arnolds; * 14. August 1948 in Doorn, Niederlande) ist ein niederländischer Mykologe.
Sein botanisch-mykologisches Autorenkürzel lautet „Arnolds“.

## Leben und Wirken
Nach dem Abschluss der Hogereburgerschool (HBS-B) 1966 studierte Eef Arnolds Biologie an der Universität Utrecht. 1969 bestand er das Kandidaats- und 1973 das Doctoraalexamen (ähnlich Master). Er war ab 1976 als wissenschaftlicher Assistent an der Universität Wageningen (damals Landbouwhogeschool) tätig. 1981 wurde er mit der Dissertation Ecology and coenology of macrofungi in grasslands and moist heathlands in Drenthe, the Netherlands promoviert. Von 1990 bis 1998 war er Direktor der Biologischen Station Wijster. Nach seiner Pensionierung im Jahr 1998 arbeitete er an verschiedenen Forschungsprojekten im Zusammenhang mit Pilzen.
Darüber hinaus beschäftigt er sich intensiv mit der Pflege und Entwicklung neuer kleiner Naturschutzgebiete in der Umgebung seines Hauses. Veröffentlichungen zu diesem Thema erschienen in Magazinen wie De Levende Natuur, Oasis und Het Vogeljaar. Von 2000 bis 2008 war er als Natur-Kolumnist der Zeitschrift Jonas, später Zens, tätig. Er schrieb das Buch Way of Nature, ein Leitfaden für Naturerlebnis und Naturhaushalt. Seit 1965 ist er als aktives Mitglied der Nederlandse Mycologische Vereniging (NMV) mit verschiedenen Posten anvertraut gewesen. Er führte auch den Vorsitz des European Council for Conservation of Fungi (ECCF). Er trat regelmäßig als Gastredner bei mehreren internationalen Konferenzen und mykologischen sowie botanischen Kongressen auf.

## Publikationen
Arnolds verfasste im Lauf seines Lebens zahlreiche Publikationen, darunter sowohl Aufsätze als auch Monografien. (Liste zum durchplättern)
| - Eef Arnolds: Sociologie en oecologie van paddestoelen in graslanden. In: Coolia 19(3). 1976. S. 72–85. - Eef Arnolds: De flora van Florze. In: Florze; Publ. Nat. hist. Genootschap Limburg 27(1). 1977. S. 18–38. - Eef Arnolds, A. van Haperen: De vegetaties van rotsen, droge en matig droge graslanden op kalkhoudend substraat in de omgeving van Florze. In: Florze; Publ. Nat. hist. Genootschap Limburg 27(1). 1977. S. 92–113. - Eef Arnolds: Notties over Hygrophorus II. De wasplaten van een IJsseldijk. In: Coolia 20(3). 1977. S. 61–74. - Eef Arnolds: Einige Pilze eines Halbtrockenrasens bei Detmold (Westfalen) (PDF; 558 kB). In: Westfälische Pilzbriefe 11(3/4). Pilzkundliche Arbeitsgemeinschaft in Westfalen. Juli 1977. S. 29–39. (PDF; 544 kB) - Eef Arnolds: Notes on Hygrophorus II. In: Persoonia 9(2). Nationaal Herbarium Nederland and Centraalbureau voor Schimmelcultures. 1977. S. 239–256. - Eef Arnolds: Paddestoelen en het beheer van vegetaties (Relations between macrofungi and nature-management). In: Coolia 21. 1978. S. 124–136. - Eef Arnolds, Machiel E. Noordeloos: New taxa of Entoloma from grasslands in Drenthe, The Netherlands. In: Persoonia 10. 1979. S. 283–300. - Eef Arnolds, E. van der Maarel: De oecologische groepen in de Standaardlijst van de Nederlandse flora. In: Gorteria 9. 1979. S. 303–312. - Eef Arnolds: Het meten en beschrijven van basidiosporen: resultaten van een enquete. In: Coolia 23. 1980. S. 26–49. - Eef Arnolds: De oecologie en sociologie van wasplanten. In: Natura 77. 1980. S. 17–44. - Eef Arnolds: Notes on Hygrophorus III. In: Persoonia 38. 1980. S. 357–382. - Eef Arnolds, Machiel E. Noordeloos: Fungorum rariorum icones coloratae 12. J. Cramer, Vaduz. 1981. - Eef Arnolds: Ecology and coenology of macrofungi in grasslands and moist heathlands in Drenthe, the Netherlands. Proefschrift R.U. Utrecht (cum laude). In: Bibl. Mycol. 83. 1981. 410 Seiten. - Eef Arnolds: Boekbespreking: Clytocybe subgenus Pseudolyophyllum Sing. in Nederland. In: Coolia 25. 1982. S. 105. - Eef Arnolds: Taxonomie en floristiek van Hygrophorus subgenera Hygrotrama, Cuphophyllus en Hygrocybe in Nederland, 2e gewijz. druk. Rijksherbarium Leiden. 1982. 242 Seiten. - Eef Arnolds, A.E. Jansen: Handleiding voor inventarisatie van paddestoelen in Nederland. Gemeenschappelijke uitgave van Ned. Mycol. Vereniging. Rijksinstituut voor Natuurbeheer en Staatsbosbeheer, Utrecht. 1982. - Eef Arnolds: Macrofungi. In: Flora and vegetation of the Wadden Sea islands and coastal areas. (K.S. Dijkema en W.J. Wolff eds.) A.A. Balkema, Rotterdam. 1982 S. 61–73. - Eef Arnolds: Boekbespreking: M. Moser, Die Rohrlinge und Blätterpilze. In: Coolia 26. 1983. S. 46–47. - Eef Arnolds: Mycoenological research in the Netherlands. Abstracts Third International Mycological Congress. 1983. - Eef Arnolds, M. Creveld, E. Jansen, Th. Kuyper: Standaardlijst van Nederlandse macrofungi. In: Coolia 26. 1984. 384 Seiten. - Eef Arnolds: Paddestoelen op de Waddeneilanden. In: Waddenbulletin 19. 1984. S. 208–209. - Eef Arnolds: Mycologische waarnemingen in moerassen bij Grauw. Rapport "It Fryske Gea". 1984. 3 Seiten. - Eef Arnolds: Macrofungi in grasslands. In: Acta Bot. Neerl. 33. 1984. S. 364–365. - Eef Arnolds: Het karteren van paddestoelen in Nederland. In: Natura 81. 1984. S. 263–270. - Eef Arnolds, E. Jansen: Handleiding voor inventarisatie van paddestoelen in Nederland. Uitg. Ned. Mycol. Ver., RIN, SBB. 2e gewijzigde druk. 1984. 58 Seiten. - Eef Arnolds: Boekbespreking van: Standaardlijst van Nederlandse paddestoelnamen (Wetensch. Meded. KNNV no. 156). In: Acta Bot. Neerl. 33. 1984. S. 255. - Eef Arnolds, J.J. Barkman, E. Jansen: Mogelijke oorzaken en gevolgen van veranderingen in de Nederlandse mycoflora. In: Wet. Med. KNNV 167. 1985. S. 92–95. - Eef Arnolds: De mycoflora van graslanden, heiden en venen vroeger en nu. In: Wet. Med. KNNV 167. 1985. S. 65–69. - Eef Arnolds: De frequentie en geografische verspreiding van enkele macrofungi vroeger en nu. In: Wet. Med. KNNV 167. 1985. S. 30–58. - Eef Arnolds: Veranderingen in de Nederlandse mycoflora op grond van oude en recente excursieverslagen Wet. In: Wet. Med. KNNV 167. 1985. S. 12–24. - Eef Arnolds: Typen van veranderingen in de paddestoelenflora en methoden om deze te onderzoeken. In: Wet. Med. KNNV 167. 1985. S. 6–11. - Eef Arnolds: Veranderingen in de paddestoelenflora (mycoflora). Inleiding. In: Wet. Med. KNNV 167. 1985. S. 2–5. - Eef Arnolds: Mycologische waarnemingen in landgoed 'De Vossenberg', inventarisatierapport. Vakgroep Vegetatiekunde, Plantenoecologie en Onkruidkunde, Landbouwhogeschool Wageningen. 1985. 4 Seiten. - Eef Arnolds: The ecological indicator value of macrofungi in grasslands. Proc. Symp. Ökologie der Pilze in der Kulturlandschaft. Fachverband Mykologie der DDR, Reinhardsbrunn. 1985. 1 Seite. - Eef Arnolds: The changing mycoflora in The Netherlands. Proc. IX Congressus Mycologicus Europaeus, Oslo. 1985. 1 Seite. - Eef Arnolds: Notes on Hygrophorus IV. New species and new combinations in Hygrophoraceae. In: Persoonia 12(4). Nationaal Herbarium Nederland and Centraalbureau voor Schimmelcultures. 1985. S. 475–478. - Eef Arnolds: Lijst van te beschermen zeldzame en kwetsbare paddestoelen. Conceptrapport t.b.v. Natuurbeschermingsraad. 1985. 13 Seiten. - Eef Arnolds: Notes on Hygrophorus V. A critical study of Hygrocybe fornicata (Fr.) Sing. sensu lato. In: Agrarica 6(12). 1985. S. 178–190. - Eef Arnolds: Notities over Hygrophorus III. Sneeuwzwammetjes. In: Coolia 29. 1986. S. 1–7. - Eef Arnolds: Notes on Hygrophoraceae VI. Observations on some new taxa in Hygrocybe. In: Persoonia 13. 1986. S. 57–68. - Eef Arnolds: Notes on Hygrophoraceae VII. On the taxonomy and nomenclature of some species of Hygrophorus. In: Persoonia 13. 1986. S. 69–76. - Eef Arnolds: Notes on Hygrophoraceae VIII. Taxonomic and nomenclatural notes on some taxa of Hygrocybe. In: Persoonia 13. 1986. S. 137–160. - Eef Arnolds: Notes on Hygrophoraceae IX. Camarophyllopsis Herink, an older name for Hygrotrama Sing. In: Mycotaxon 25. 1986. S. 639–644. - Eef Arnolds, E. Jansen, P.J. Keizer: Nieuwsbrief no.l Werkgroep Paddestoelen-kartering Nederland. R.I.N. 1986. 15 Seiten. - Eef Arnolds, E. Jansen: Qualitative and quantitative research on the relation between ectomycorrhizae of Pseudotsuga menziesii, vitality of host and acid rain (1985-1986). Report 25-01 Dutch priority programme on acidification. R.I.V.M. Bilthoven. 1987. 53 Seiten. - R.A.A. Oldeman; P. Schmidt, Eef Arnolds: Forest components. In: Wageningen Agric. Univ. Papers 90-6. Pudoc, Wageningen. 1990. 112 Seiten. - P.J. Keizer, Eef Arnolds: Mycocoenology of marshy forests and scrubs, I. Host range of wood-decomposing Aphyllophorales and Heterobasidiomycetes. In: Wageningen Agric. Univ. Papers 90-6. 1990. S. 77–92. - Eef Arnolds, European Council for the Conservation of Fungi, Hanns Kreisel, Bundesforschungsanstalt für Naturschutz und Landschaftsökologie: Proceedings of the Second Meeting of the European Council for the Conservation of Fungi at Vilm. In: Conservation of Fungi in Europe 13–18. Ernst-Moritz-Arndt-Universität Greifswald. 1991. ISBN 978-386006-055-1. - Eef Arnolds: The role of macrofungi in environmental conservation. In: Plant Biosystems 126(6). Societa Botanica Italiana. 1992. S. 779–795. doi:10.1080/11263509209428173. - A.J. Termorshuizen, Eef Arnolds: Geographical distribution of the Armillaria species in The Netherlands in relation to soil type and hosts. In: Eur. J. Forest Pathol. 24. 1994. S. 129–136. - Eef Arnolds, G. van Ommering: Bedreigde en kwetsbare paddestoelen in Nederland, Toelichting op de Rode Lijst. In: Rapport IKC Natuurbeheer 24. 1996. 120 Seiten. - Eef Arnolds: Biogeography and Conservation. In: K. Esser & P.A. Lemke (ed.): The Mycota 4. Springer, Berlin. 1997. S. 115–131. - A.J. Termorshuizen, Eef Arnolds: Compatibility groups and species concept in Armillaria. In: Mycotaxon 65. 1997. S. 263–272. - Eef Arnolds, Werkgroep Florakartering Drenthe: Atlas Van De Drentse Flora. Schuyt, Haarlem (Niederlande). 1999. ISBN 978-9-06097-485-8. - T.W. Kuyper, Eef Arnolds, B.W.L. de Vries: Mycoflora. In: P. Schmidt (ed.): Maatregelen om effecten van eutrofiëring en verzuring in voedselarme en droge bossen met bijzondere natuurwaarden tegen te gaan. Hinkeloord reports 26. Wageningen Universiteit, Sectie Bosbouw. 1999. S. 27/49–73/95. - Eef Arnolds: Dermoloma magicum spec. nov., a grassland fungus mimicking Porpoloma metapodium. In: Persoonia 17(4). Nationaal Herbarium Nederland and Centraalbureau voor Schimmelcultures. 2002. S. 665–668. - W.A. Ozinga, Eef Arnolds: Mycorrhizapaddestoelen als leidraad voor beheeradviezen voor bossen op voedselarme zandgrond. In: De Levende Natuur (2003)5. S. 177–183. ISSN 0024-1520. - T.W. Kuyper, Eef Arnolds, A. van den Berg, R. Chrispijn, L. Jalink, M.T. Veerkamp: Paddestoelen in naaldbossen. In: De Levende Natuur 107 (2006)6. S. 228–232. ISSN 0024-1520. - E. Arnolds: A confusing duo: Calocybe cerina and Callistosporium pinicola (Agaricales). In: Acta Mycologica. Band 41, Nr. 1, 2006, ISSN 2353-074X, S. 29–40, doi:10.5586/am.2006.006. - Eef Arnolds, C. Perini: Psathyrella berolinensis, a remarkable fungus on dung of wild boar. In: Micologia e Vegetazione Mediterranea 21(1). Gruppo Ecologico Micologico Abruzzese. 2006. S. 35–40. |